# Privolžsk
Privolžsk (rusky Приволжск) je město v Ivanovské oblasti v Ruské federaci. Při sčítání lidu v roce 2010 měl přes šestnáct tisíc obyvatel.

## Poloha a doprava
Privolžsk leží na říčce Šače, která se vlévá zprava do Volhy přibližně patnáct kilometrů severně od města. Od Ivanova, správního střediska oblasti, je vzdálen přibližně padesát kilometrů severovýchodně.
Přes město vede nákladní železnice z Furmanova do Volgorečenska, která je ve Furmanově napojena na trať z Jaroslavle do Ivanova.

## Dějiny
Vesnice je na místě dnešního města doložena už v roce 1485. V 18. a 19. století se vyvinula ve známé středisko lněného průmyslu a jmenovala se Jakovlevskoje (Яковлевское).
V roce 1938 byla ves sloučena s několika pracovními osadami a povýšena na město s jménem Privolžsk.